# Clan Urabe
Le Clan Urabe (卜部氏) était une famille de devins au Japon,,. Leur branche cadette, la famille Yoshida, compte parmi les familles de prêtres shintoïstes les plus influentes historiquement. Ils exercèrent une influence considérable sur le développement du shintoïsme. L'école de pensée historique du Shinto Yoshida qui était la norme jusqu'à ce que la restauration Meiji porte son nom.
La famille Yoshida est une famille de nobles de cour et de kazoku descendant du clan Urabe. En tant que nobles de cour, ils étaient désignés Hanke (ja) et, au sein du Kazoku, leur rang était celui de vicomte.
À l'origine, ils officiaient en tant que devins au Département des Divinités sous le nom du clan Urabe et servaient au sanctuaire Yoshida-jinja, leur lieu de culte traditionnel et éponyme.

## Origines
L'origine de la famille Urabe remonte à la période Heian, voire plus tôt, se disant descendants d'Ame-no-Koyane.
On croit que le clan Urabe était à l'origine un clan inférieur, subordonné au clan Nakatomi. Ils jouaient initialement des rôles de soutien dans des rituels tels que l'Ōharae-shiki, mais avec le temps, ils se sont développés et ont réussi à gagner plus de pouvoir en monopolisant le rôle de miyaji, devenant finalement presque responsables du Département des Divinités dans son ensemble. La lignée détenait traditionnellement la position de Jingi Daifu (神祇大副), le vice-officiel du Département des Divinités, se spécialisant dans la divination par carapace de tortue à travers les générations.

## Histoire ancienne
L'organisation interne du Département des Divinités était structurée de la manière suivante,.
- Le Clan Inbe était responsable de la gestion de l'achat de matériel pour les rituels et de l'exécution des rites d'abstinence[6] et distribution d'offrandes d'hommage au sein du Département des Divinités[2] prétendant descendre d'Ame no Futodama no Mikoto[6].
- Clan Sarume les femmes étaient chargées d'exécuter des danses sacrées[2]. Initialement servant de voyants et de guérisseurs, leur rôle a évolué pour inclure l'exécution de danses rituelles, ou kagura, lors des rites d'intronisation et des cérémonies cour[2] prétendant descendre de la déesse Ame no Uzume no Mikoto<[6].
- Les Tamatsukuri se spécialisaient dans la création de bijoux[2].
- Les Kagamitsukuri étaient connus pour fabriquer des miroirs pour utilisation dans les cérémonies du sanctuaire[2].
- Le Clan Urabe (卜部氏) considéré comme de rang relativement bas, effectuait des pratiques divinatoires[2],[3] utilisant des carapaces de tortues et des omoplates de cerf[6] prenant plus tard le nom de famille Clan Yoshida. Sa lignée divine remonte à Ame no Koyane[6].
- Le clan Nakatomi, qui deviendra plus tard le clan Fujiwara, se spécialisait dans la récitation de prières aux Kami. Sa lignée divine remonte à Ame no Koyane no Mikoto[6].
  - Dans son livre Jinja to kodai ōken saishi (1989), Iwao Ōwa (ja) théorise que le clan Clan Ō (多氏, Ō no uji?, 大氏) était à l'origine ōmi (大忌, "plus grand tabou (prêtrise)"), mais a été usurpé par le clan Nakatomi, qui faisait partie du "moindre clergé" (ce dernier prétendant descendre du Clan Inbe). Takemikazuchi était à l'origine un dieu local (kuni-tsu-kami) révéré par le Clan Ō (多氏, Ō no uji?, 大氏), et était un dieu du voyage maritime. Cependant, le clan Nakatomi, qui a également des racines dans cette région, et lorsqu'ils ont pris le contrôle des devoirs sacerdotaux du clan Ō, ils ont également institué Takemikazuchi comme l'ujigami (divinité du clan) du clan Nakatomi. Ou du moins, c'est l'observation faite par Iwao Ōwa[8]

Yoshida Kanehiro (ja) fut la première personne à porter le nom de Yoshida, tiré du sanctuaire Yoshida qu'il gérait. La famille Yoshida devint par la suite immensément puissante.

## Structure et division
Urabe est un clan dont l'occupation était le Kameboku (divination en interprétant les fissures formées lorsqu'une carapace de tortue est brûlée). Différentes lignées de clans Urabe existent à travers le Japon, avec ceux d'Izu (伊豆), d'Iki (壱岐) et de Tsushima (対馬) nommés officiels du Département des Divinités. Le clan Urabe d'Izu a été nommé vice-ministres ( Taifu 大副 et Shofu 少副) du Département des Divinités, avec 5 personnes d'Izu, 5 d'Iki et 10 de Tsushima nommées à des postes officiels de rang inférieur, reconnues pour leur excellence dans les techniques de divination. On dit que les clans Urabe qui ne sont pas de ces trois régions sont des descendants de clans liés à Taizan (太占), une forme ancienne de divination japonaise.

### Urabe d'Izu
Leur premier ancêtre historique enregistré était Hiramaro Urabe (ja), a servi au début de la période Heian, mais les détails dont il dispose ne sont pas clairs. Il existe des généalogies suggérant qu'Hiramaro était le fils d'Onakatomi Chijimaro (大中臣千治麿), petit-fils d'Onakatomi Kiyomaro (大中臣清麿), mais celles-ci sont considérées comme des fabrications ultérieures. Il est théorisé qu'ils ont servi Mishima-taisha en tant que prêtres.
Les descendants de Hiramaro se sont divisés en deux lignées : les Yoshida-sha (吉田社) et les Hirano-sha (平野社), servant alternativement en tant que Jingi Daifu et Jingi Shofu.

### Urabe d'Iki
Le clan Urabe d'Iki, associé à l'île d'Iyoshi (伊吉島), a des généalogies indiquant Maneko no Mikoto (真根子命), descendant de Raijin no Mikoto (雷神命) et faisant partie du cortège de l'impératrice Jingu (神功皇后), comme ancêtre. Malgré certaines revendications d'appartenance à la lignée Nakatomi (中臣), des divergences dans les registres généalogiques suggèrent des origines différentes.

### Urabe de Tsushima
Le clan Urabe de Tsushima, associé à la famille régnante de la préfecture de Tsushima (対馬府), a des origines ancestrales qui varient selon les sources historiques, incluant des divinités telles que Takehiradori no Mikoto (建比良鳥命) et Raidaijin no Mikoto (雷大臣命),,,,,.

### Autre Urabe
Au-delà de ce qui a été mentionné, le nom de famille Urabe apparaît dans des documents anciens et de la période de Nara à travers des régions telles que Mutsu (陸奥), Shimousa (下総), Suruga (駿河), Omi (近江) et Inaba (因幡).

## Urabe Kanekata (fl.1274 - 1301)
À l'époque médiévale, Urabe Kanekata (ja) (卜部兼方) était connu pour son expertise dans les études Nihon Shoki (日本書紀), ce qui lui a valu le titre de « La famille Nihon Shoki ». Il a écrit le Shaku Nihongi.

## Yoshida Kanehiro (1348-1402)
Le fondateur de la famille Yoshida, Yoshida Kanehiro (ja) venait du clan Urabe d'Izu. Il est connu pour avoir transféré le terrain de sa résidence dans le Muromachi Koji de Kyoto à Ashikaga Yoshimitsu, nommé la famille « Yoshida » d'après le sanctuaire Yoshida, où il servait. Yoshida Kanehiro fut le premier du clan Urabe à devenir un fonctionnaire de haut rang, servant comme Jingi-no-Daifu (adjoint du Département des Divinités) et Jiju (Chamberlain).

## Yoshida Kanetomo (1435-1511)
La cinquième génération, avec Kanetomo à sa tête, a établi une forme unique de shinto, élargissant son influence en gagnant l'empereur Go-Mizunoo comme adepte, malgré une vive opposition de la prêtrise existante de la lignée du sanctuaire d'Ise. Il s'est autoproclamé le nouveau titre de "Jingi Kanrei Chojou" (Leader suprême du Département du Culte), évinçant plus tard la famille Shirakawa, qui étaient les Jingi Haku (chefs du Département du Culte), et étendant son contrôle sur les sanctuaires à l'échelle nationale.

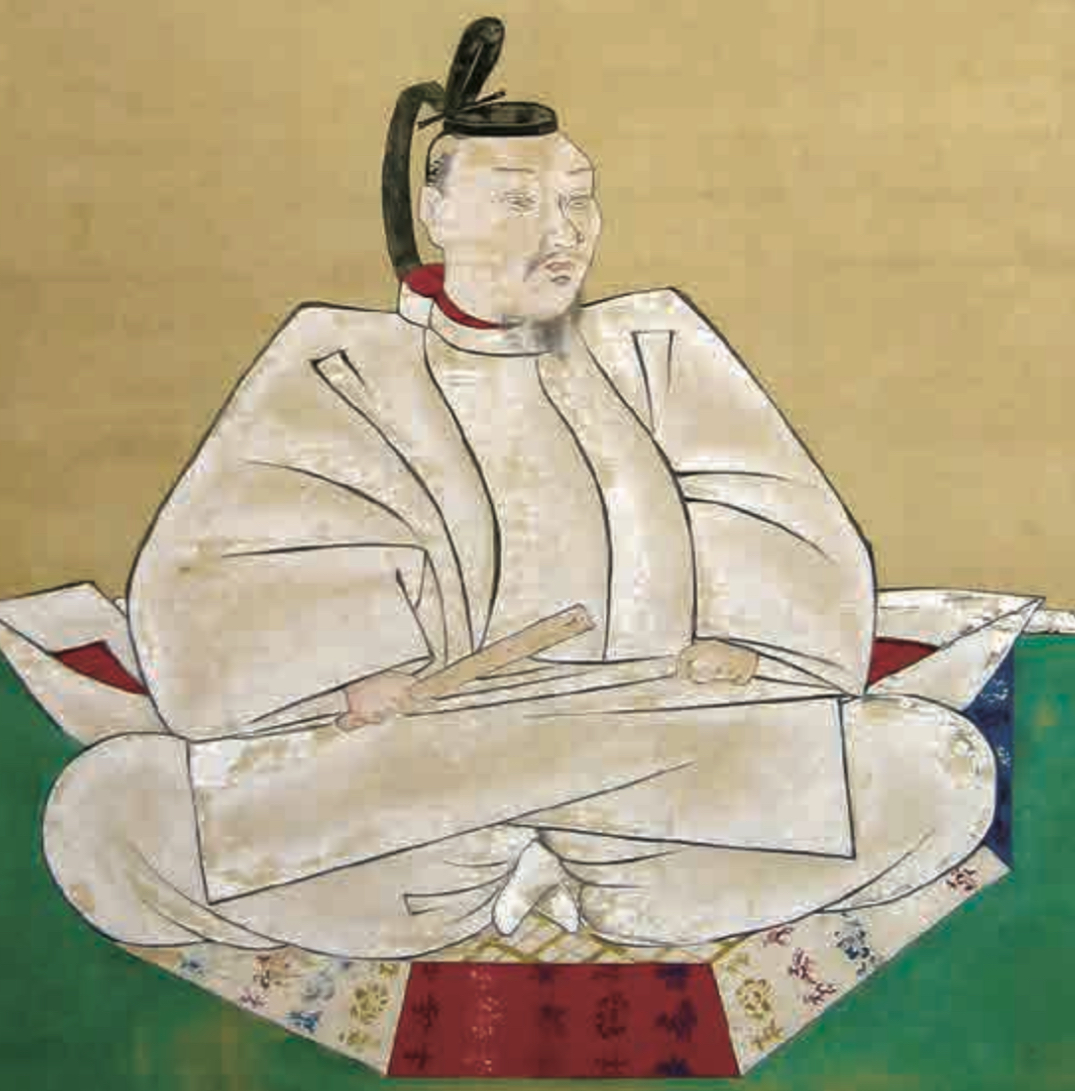
Yoshida Kanetomo

Pendant l'ère Ōnin, la Guerre d'Ōnin a éclaté et Kyoto a été entièrement incendiée, affectant de nombreux temples et sanctuaires et provoquant l'avortement des rituels de la cour impériale tels que le Daijosai et la cérémonie du couronnement. L'un des prêtres choqués par le bouleversement était Yoshida Kanetomo. Kanetomo, qui était tellement bouleversé qu'il a perdu son propre Yoshida-jinja à la guerre, ainsi que plus d'une douzaine d'habitants des environs du sanctuaire. Cependant, la perte de nombreux manuscrits anciens à cause de la guerre a conduit à la formation d'une nouvelle théorie shinto appelée Shinto Yoshida. 

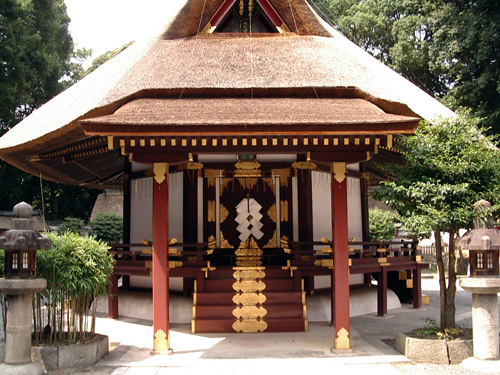
Yoshida-jinja à Sakyō-ku Kyoto.

Kanetomo est l'auteur de textes tels que "Shintō Daimi" (神道大意) et "Yuiitsu Shintō Meihō Yōshū" (唯一神道名法要集), synthétisant la pensée shinto médiévale et incorporant des discours de diverses religions pour proposer Shinto Yoshida. Dans cette doctrine, il classe le shintoïsme en trois catégories : « Honjaku Engi Shintō » (本迹縁起神道), « Ryōbu Shūgō Shintō » (両部習合神道) et « Genpon Shūgen Shintō » (元本宗源神道), déclarant le « Genpon Shūgen Shintō » s'est transmis dans sa famille comme le Shinto légitime depuis la fondation de la nation. Il définit les dieux comme les « ancêtres spirituels du ciel et de la terre » et la voie comme « l'origine de toutes les actions ». Il a également fortement défendu la théorie racine-branche-fruit, positionnant le shintoïsme comme la racine, le confucianisme comme ses branches se manifestant en Chine et le bouddhisme comme le fruit épanoui en Inde, affirmant que le shintoïsme résume l'essence de toutes les religions.
De plus, Kanetomo soutenait que le Shinto avait trois aspects : "substance" (体), "forme" (相) et "fonction" (用), régissant divers phénomènes comme le soleil et la lune, le froid et la chaleur, et la nature. Finalement, il envisageait une vision panthéiste où les dieux résident dans tous les aspects de l'univers, imprégnant le cosmos.
Kanetomo a également établi de nombreux rituels. Il a construit le Dai Ōtomiya Saijō dans l'enceinte du sanctuaire Yoshida, le proclamant comme la fondation pour les rituels depuis l'empereur Jimmu, servant de sanctuaire principal pour les sanctuaires intérieurs et extérieurs, huit temples de dieux, et plus de trois mille sanctuaires officiels à l'échelle nationale. Influencé par le Bouddhisme ésotérique, il a conçu des rituels Homa impliquant un feu sur une plateforme octogonale centrée autour d'un poêle, contribuant à la formation de trois rituels majeurs aux côtés du "Jūhachido Shintō Gyoji" et du "Sōgen Shintō Gyoji".
Ces doctrines furent exposées dans les "Trois Écritures Divines" : "Ten-Gen Shinpen Shinmyōkyō" (天元神変神妙経), "Chi-Gen Shintsu Shinmyōkyō" (地元神通神妙経), et "Jin-Gen Shinriku Shinmyōkyō" (人元神力神妙経), prétendues être des enseignements transmis par Ame-no-Koyane.
Ces sutras seraient les enseignements d'Ame-no-Koyane, mais ces trois sutras sont fictifs et il n'y a aucune preuve qu'ils aient jamais été produits. Kanetomo a forgé des sutras similaires à ceux-ci en se faisant passer pour les auteurs, comme Fujiwara no Kamatari, pour créer ses propres sutras. L'histoire du sanctuaire a également été créée par Kanetomo lui-même.
Le Shinto Yoshida a établi le rituel d'ensevelissement des humains comme des dieux. Traditionnellement, le Shinto considérait la mort comme impure et s'impliquait rarement dans les rites funéraires, l'ensevelissement humain étant limité à l'apaisement des esprits vengeurs ou au culte des divinités célestes. Cependant, le Shinto Yoshida, voyant une relation étroite entre les humains et les dieux, a activement conduit des rites funéraires, avec Kanetomo établissant le Shinryūsha comme un sanctuaire spirituel sur les restes du défunt.
Shinto Yoshida est la première théorie shinto à avoir ses propres doctrines, écritures et rituels indépendants du bouddhisme, tout en intégrant divers discours religieux de manière transfrontalière.
L'érudit shinto Okada Chuangji (ja) a décrit la création du Shinto Yoshida comme « un tournant dans l'histoire du Shinto. L'historien Toshio Kuroda (en) soutient que l'établissement du shintoïsme Yoshida était l'établissement du shintoïsme.  Il est considéré par plusieurs chercheurs comme un tournant dans l'histoire du shintoïsme.

## Hino Tomiko (1440 – 1496)
Bien que le Shinto Yoshida était une force émergente, il a rapidement gagné en importance, peut-être en raison de l'agitation sociale de l'époque des guerres, et a été largement accepté, en particulier par les classes supérieures, car il a reçu le soutien de Hino Tomiko dans la construction du sanctuaire Omoto, et a même reçu l'approbation impériale du sanctuaire Omoto en 1473 (Bunmei 5), devenant ainsi le centre du monde Shinto moderne. D'un autre côté, il a reçu de fortes protestations de la part des prêtres du Grand Sanctuaire d'Ise.

## Yoshida Kanemi (1535-1610)

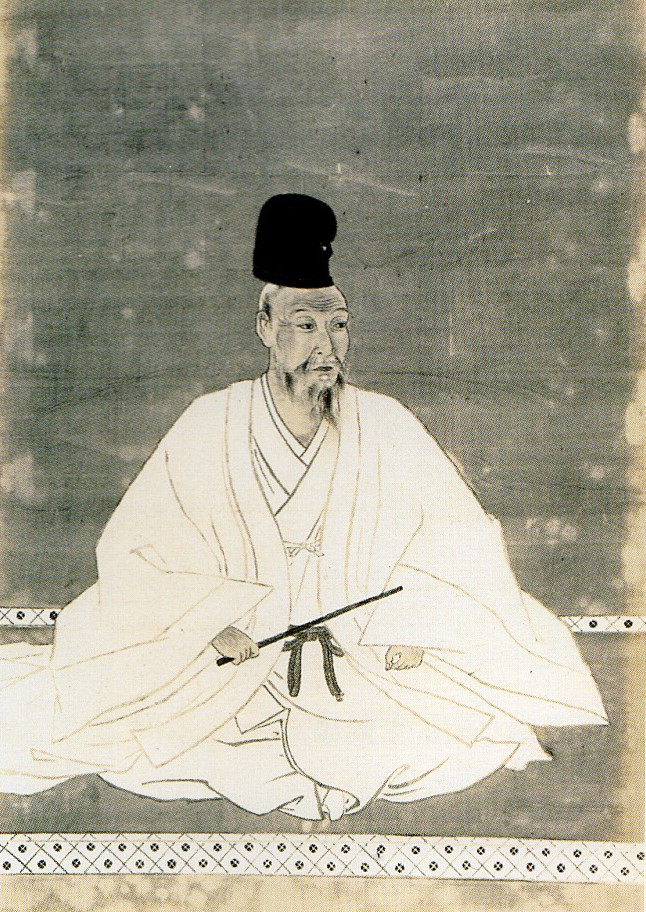
Yoshida Kanemi

Par la 9e génération, Yoshida Kanemi (ja), avec le soutien d' Oda Nobunaga, la famille a obtenu le statut de noble de cour. Servant de ritualiste familial à Konoe Sakihisa et nouant une profonde amitié avec Akechi Mitsuhide, le journal de Kanemi, « Kanjokyoki », devint une ressource essentielle pour l'étude de la période Azuchi-Momoyama. La domination de la famille Yoshida sur le sacerdoce s'est solidifiée au cours de la période Edo, en particulier avec les « diverses lois Negi et Kannushi des sanctuaires » en 1665.
Comme mentionné ci-dessus, Shinto Yoshida, qui a établi les rites funéraires shinto, s'est impliqué dans la construction de sanctuaires consacrant les seigneurs féodaux en guerre comme dieux pendant la période des Royaumes combattants, et Kanemi Yoshida a été impliqué dans la construction du Toyokuni-jinja, qui consacre Toyotomi Hideyoshi comme un dieu. Shinryuin Bonshun de la famille Yoshida a enseigné le shintoïsme à Tokugawa Ieyasu, et selon sa volonté, a organisé un service funéraire shinto après la mort d'Ieyasu. Cependant, Nikkō Tōshō-gū est devenu le Shintō Sannō (en) style d'après Tenkai a gagné le débat.
À la fin de l’ère de la guerre et au début de la période Edo, l’administration des sanctuaires fut réorganisée. Le shogunat soulagea d'abord chaque sanctuaire de son territoire actuel et lui accorda le privilège de « ne pas entrer sous la garde du gardien ». Cependant, ce qui était accordé, c'était le droit de tirer profit des sanctuaires, et la propriété des terres appartenait au shogunat. Le Shogun a également établi le Jisha-bugyō comme poste relevant directement du shogun, et le plaça à la tête des trois magistrats, surpassant le Machi-bugyō et Kanjō-bugyō sous la juridiction du Rōjū. En outre, un département shinto sous la juridiction des magistrats du temple et du sanctuaire a été créé pour étudier les vérités du shintoïsme et les rituels des rituels et pour répondre aux conseils des magistrats du temple et du sanctuaire. D'un autre côté, des magistrats individuels étaient affectés à des sanctuaires spécifiques, tels que Yamada bugyō, responsable du sanctuaire d'Ise, et Nikko bugyō, responsable de Nikkō Tōshō-gū.
En 1665 (cinquième année de l'ère Kanbun), le shogunat a promulgué la Loi des Prêtres pour les prêtres de divers sanctuaires, stipulant que les prêtres ordinaires sans rang doivent obtenir une licence shinto délivrée par la famille Yoshida avant de pouvoir porter une robe de chasse ou une couronne, donnant ainsi à la famille Yoshida le contrôle sur presque tous les prêtres. Cependant, il a été approuvé que les familles qui avaient reçu des rangs par la Cour Impériale par transmission, telles que le grand sanctuaire d'Ise, Kamo-jinja, Kasuga-taisha, Usa Jingū, Izumo-taisha et Fushimi Inari-taisha, continueraient à utiliser les mêmes méthodes qu'auparavant, sans la famille Yoshida. De plus, la loi stipule des pénalités pour négligence des devoirs par les prêtres, l'interdiction de vente et d'achat de propriété des sanctuaires, et l'obligation de réparer les bâtiments des sanctuaires.
Le shogunat a également soutenu financièrement la reprise partielle des rituels impériaux suspendus en raison de la guerre. Après 222 ans d'interruptions depuis Go-Tsuchimikado, le Dai-namesai fut relancé sous le règne de Higashiyama, et est devenu un événement régulier depuis Sakuramachi. Le Niiname-no-Matsuri a également été relancé en 1688 (la première année de l'ère Genroku), l'année après la restauration du Dai-namesai. En 1744 (la première année de l'ère Enkyo), certaines offrandes votives ont également été rétablies, notamment celles destinées aux Vingt-deux sanctuaires et Kashii-gū. L'envoi d'envoyés impériaux par la Cour impériale à l'occasion du festival Shinnamesai a été repris en 1647 (la quatrième année du Shōhō) sur ordre spécial de Go-Kōmyō. Le déplacement cérémonial du sanctuaire Ise Jingu a également été suspendu, mais a été reconstruit pendant l'époque Azuchi Momoyama grâce aux efforts de Seisun et Shuyou de Keikoin. Le Département des Divinités, qui fut détruit par un incendie pendant la guerre, fut remplacé par les huit temples du sanctuaire Yoshida, et les divinités elles-mêmes ne furent pas reconstruites.

## Période Edo ultérieure
Les chefs de famille étaient connus sous le nom de Jingi Kanrei Chojou, occupant la position la plus élevée de Jingi-no-Daifu au rang de Shonii (rang senior second). Pendant la période d'Edo, l'allocation de la famille était de 760 koku. Une famille de branche, la famille Hagiwara, émergea au début de la période d'Edo.
Dans le Shinto Yoshida, un marchand nommé Yoshikawa Tadashi (ja) fut initié dans la famille Yoshida et reçut le "Shinto Doutou" (神道同統) du chef de la famille Yoshida, Hagiwara Kenju (萩原兼従), devenant le successeur officiel. Il forma le Shinto Yoshikawa en retirant le discours bouddhiste du Shinto Yoshida et en incorporant davantage d'enseignements confucéens. Son idéologie postule d'abord que le Shinto est l'origine de toutes les lois, et que Kunitokotachi (国常立尊) est le souverain du monde. Elle soutient que le monde et les humains ont été créés à travers "Li (en)" (理), identique aux dieux, et que "Li" existe intrinsèquement dans le corps humain. Ainsi, à l'origine, humains et dieux ne faisaient qu'un, mais la sagesse divine devient obscurcie par les impuretés du cœur humain. Par conséquent, il est nécessaire de revenir à son état originel par la "prudence" (つつしみ). Comme méthodes concrètes, il a préconisé des rituels de purification pour nettoyer à la fois intérieurement et extérieurement, exprimant la sincérité à travers les rites de festival, et priant les dieux. De plus, il a déclaré que les cinq relations cardinales dans le confucianisme sont la mission donnée par les dieux aux humains, en soulignant particulièrement l'importance de la relation entre seigneur et vassal,.

## Restauration Meiji

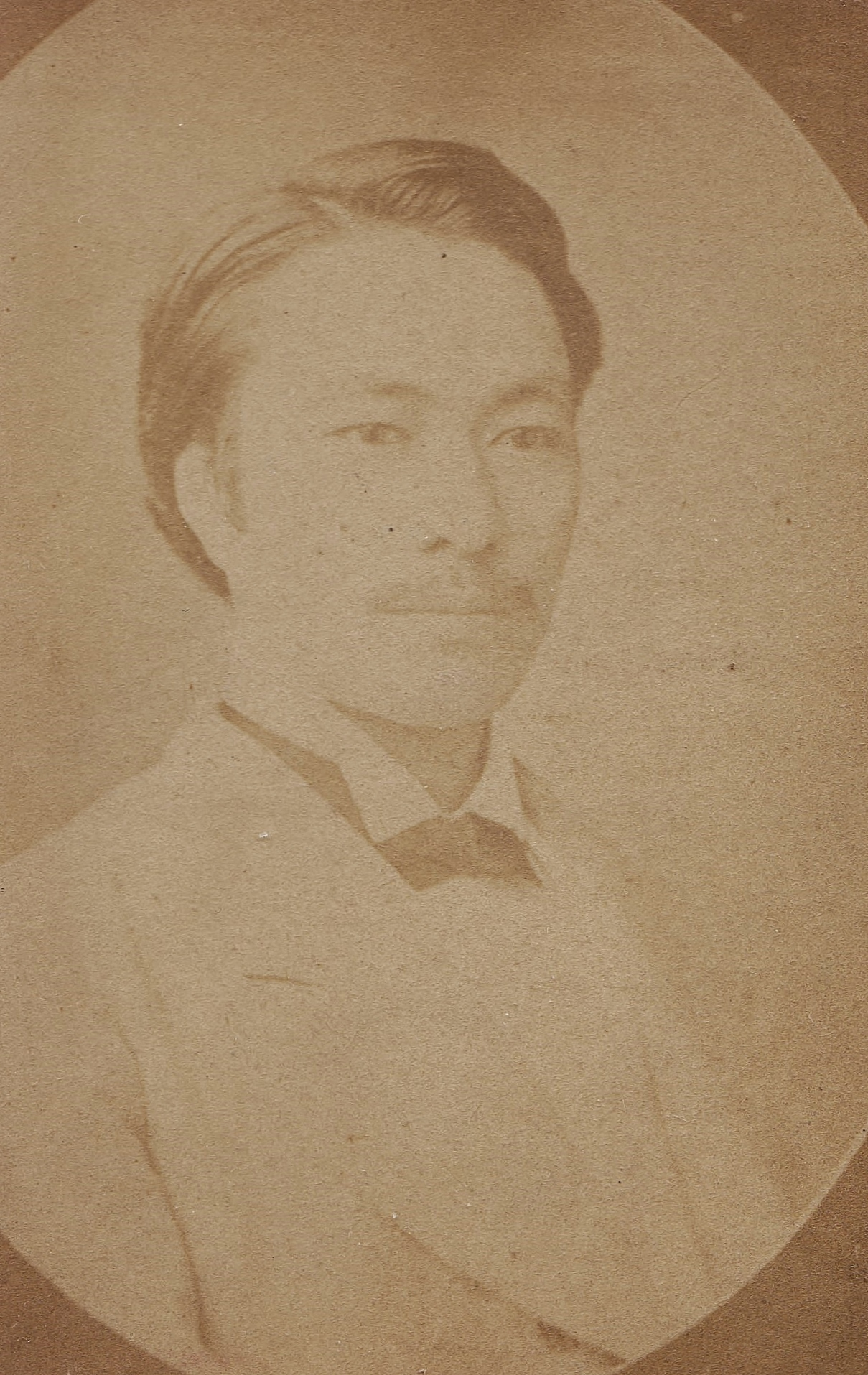
Yoshida Kiyonari

En 1869, la 2e année de l'ère Meiji, lors de la Restauration de Meiji, la noblesse traditionnelle japonaise a été réformée. La famille Yoshida a été élevée à la pairie kazoku, et en 1884 (Meiji 17), lors de l'adoption de l'ordonnance sur la pairie (ja), Yoshiyoshi (ja) a reçu le titre de vicomte.
La résidence de la famille vicomtale Yoshida se trouvait à Ichigaya Nakanocho, dans l'arrondissement d'Ushigome, à Tokyo.
Yoshida Kiyonari était un autre membre qui reçut également le titre de vicomte.

## Sanctuaires desservis par les Urabe
Les sanctuaires desservis par les Urabe incluent :
- Kashima-jingū (鹿嶋神宮) dans la province de Hitachi : Servi depuis l'antiquité, impliqué dans la divination.

- Katsuragi Hitotoshi Jinja (ja) (葛城一言主神社) dans la province de Yamato : Un ancêtre a servi comme prêtre.

- Munakata-taisha (宗像大社) dans la province de Chikuzen : Des ancêtres ont servi, devenant plus tard des vassaux du clan Kuroda (黒田氏).

## Voir également
- Clan Yamato
- Clan Izumo
- Clan Aso
- Clan Owari
- Clan Tsumori
- Clan Amabé
- Clan Tanba
- Clan Sarume
- Kii no Kuni no Miyatsuko
- Clan Munakata
- Clan Yagi
- Artistes de la famille Yoshida (en)
- House of Yoshida Tsukasa (ja)